# Давід Рікарт III
Давід Рікарт, також Давід Рікарт молодший (нід. David Ryckaert, 2 грудня 1612, Антверпен — 11 листопада 1661, там само) — фламандський художник епохи бароко.

## Життя і творчість
Народився в Антверпені 2 грудня 1612 року і того ж дня був охрещений у церкві Св. Якова. Давід Рікарт, відомий також як Давід Рікарт III, народився в родині художника. Він був другою із трьох дітей. Навчався живопису у свого батька, а потім у майстерні Адріана Брауера. Пізніше перейшов в ательє Давіда Тенірса старшого і його сина Давида Тенірса молодшого.
Д. Рікарт створив свій власний оригінальний стиль в живописі, яким зображував переважно просочені грубуватим гумором жанрові сценки з селянського життя і побуту. Писав також портрети, натюрморти, полотна міфологічного та фантастичного змісту.
Всю свою кар'єру пропрацював в Антверпені. 31 серпня 1647 року він одружився з Якобою Палманс, від якої мав восьмеро дітей.

## Галерея

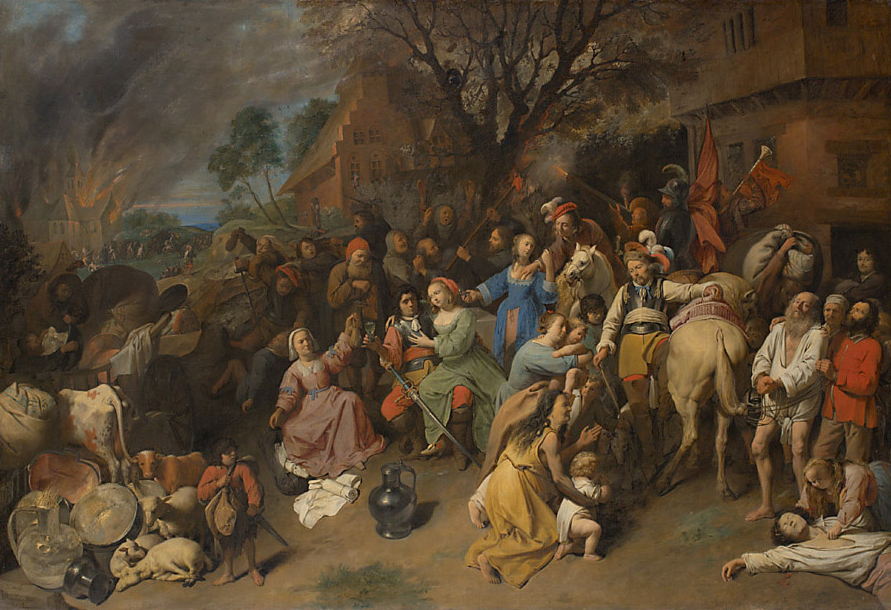
Страждання селян (мародерство)
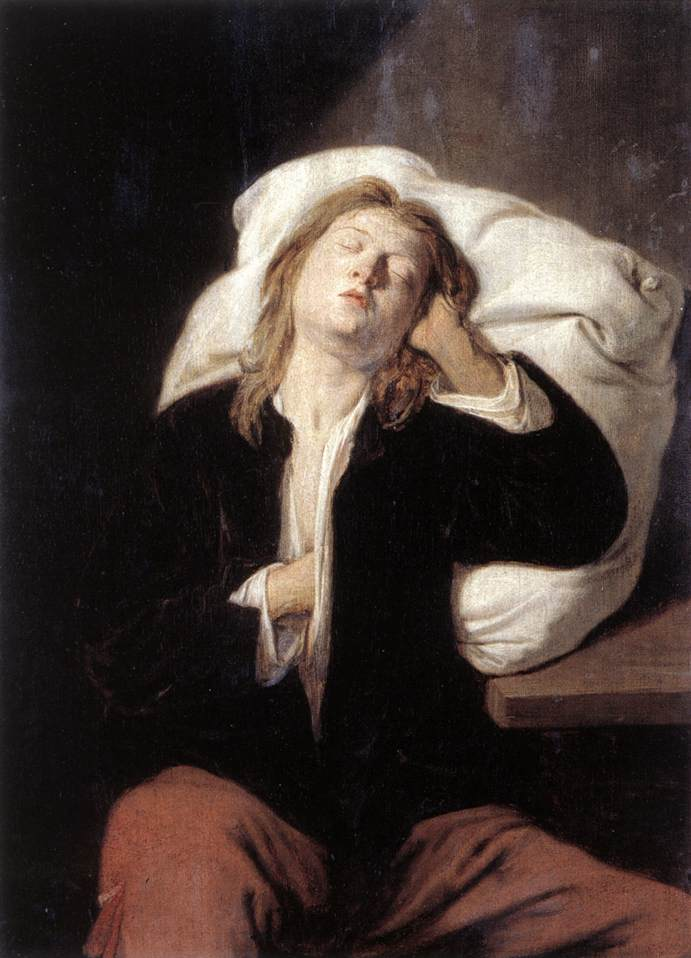
Сплячий (бл. 1649)
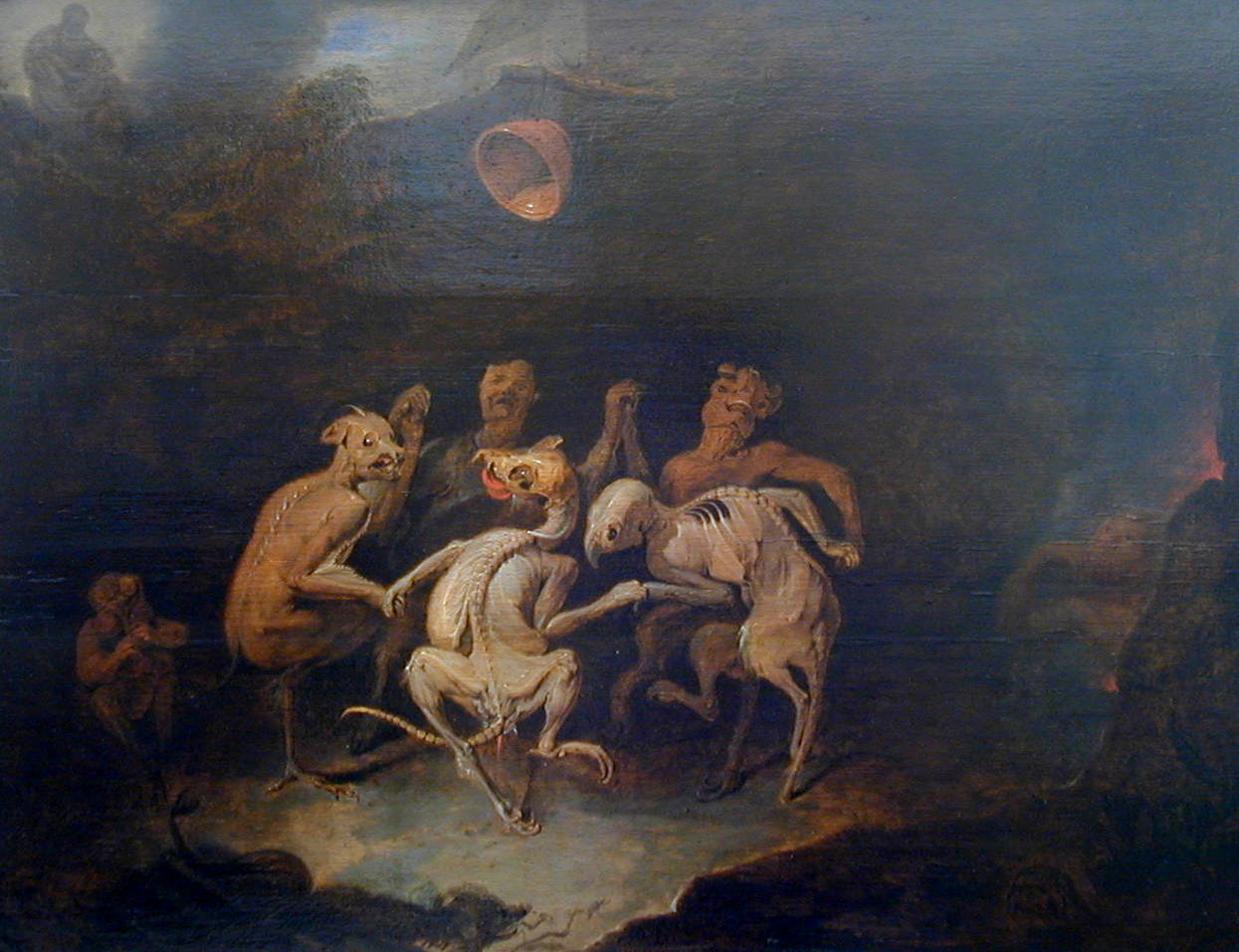
У колі демонів (зібрання Музею Роже-Кійо, Клермон-Ферран)
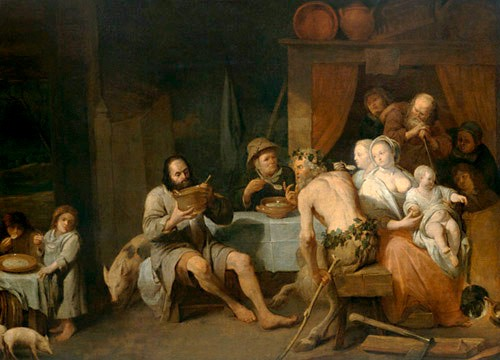
Сатир серед селян
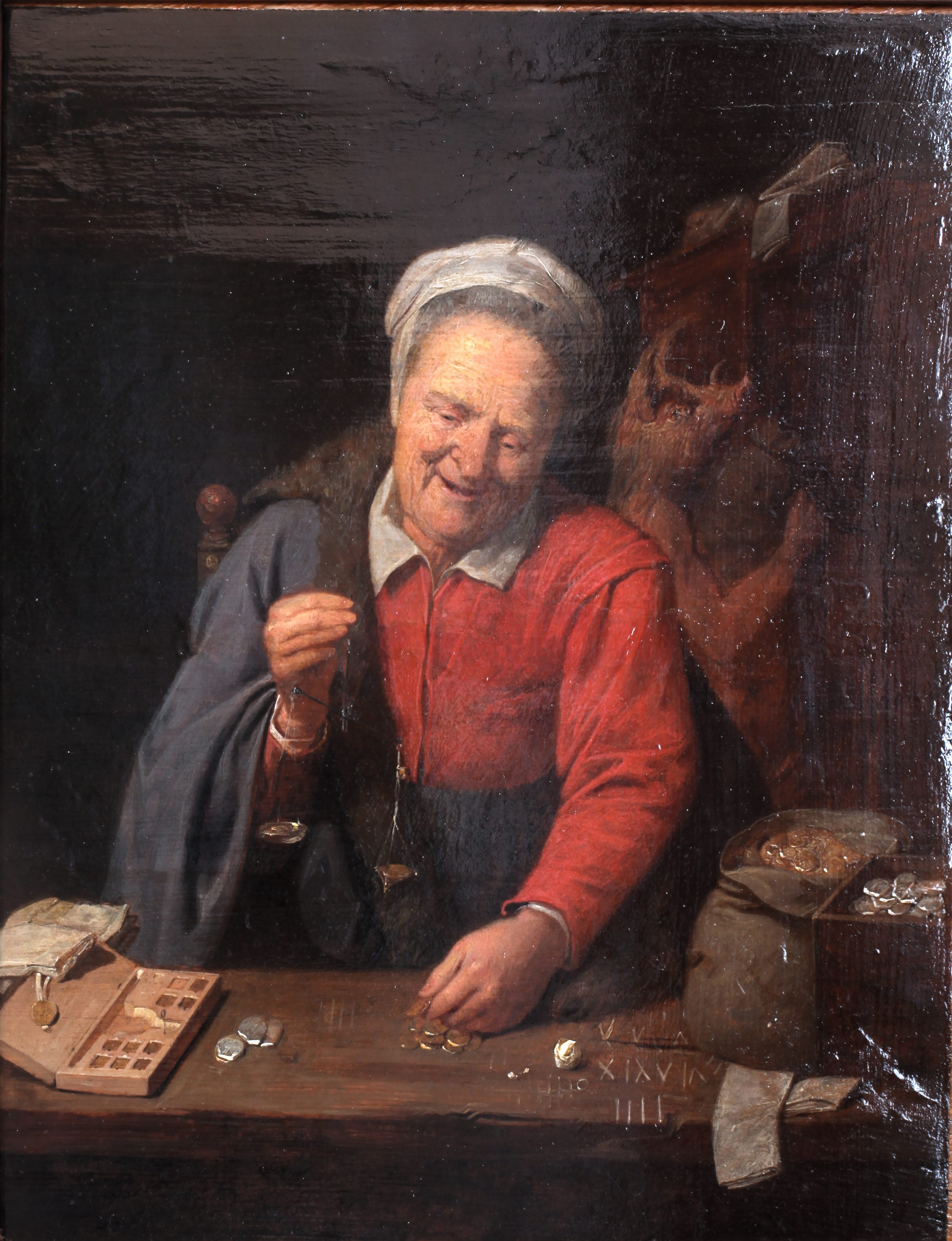
Стара жінка, що зважує золото